# エンタープライズエンジニアリング
エンタープライズエンジニアリングは、企業の設計へのシステム工学の知識と手法を適用するシステム工学のサブ専門分野である。その専門的規律は、事業プロセス、情報フロー、及び組織的構造の各局面を調べる。 エンタープライズエンジニアリングは、全体または一定の事業構成要素の設計と統合におけるその企業の設計に焦点を当てる。

## 全貌
工学の1つの分野で、より一般化された形のエンタープライズエンジニアリングが出現した。 『これは、それがプロダクト、プロセス、及び事業運営の各項目で、企業全体をエンジニアリングするシステム工学と戦略的経営を結びつける、本質的に学際的分野であり、企業に関連する全ての要素の分析、設計、実装、及び運用に係わる知識、原則、及び熟達性（専門的技能）のアプリケーション』を含んでいる。 この分野は、エンジニアリング管理、運用管理、サービス管理、及びシステム工学を関係付ける。
ソフトウェア開発の文脈におけるエンタープライズエンジニアリングの1つの特定分野は、『事業プロセスの様々な組織的及び技術的なモデリングと統合』を取り扱うことと言える。情報システム開発の文脈では、組織的なシステム分析の活動領域であり、既存の情報モデリングの概念範囲を拡張する。それはまたソフトウェア開発工程におけるシステム分析とシステム設計フェーズの拡張と一般化であるとも言える。そこでエンタープライズモデリングは、情報システム開発ライフサイクルの初期、中間、及び後期の部分を形成する。組織的及び技術的なシステム・インフラの明らかな表現は、既存の実践作業の整然とした転換を理解するため開発される。 この専門的技能（熟達性）は、エンタープライズアーキテクチャ、あるいはエンタープライズアーキテクチャの2つの主要なサブ分野の1つであるエンタープライズオントロジーを伴うことが知られている。

## 手法
エンタープライズエンジニアリングは以下のような方法論、手法、及び技法を伴う。これらは組織の再利用可能な事業プロセス・ソリューションを提供するために設計され、テストされ、そして広範囲に使われるよう形式化されている。
- コンピュータ統合製造オープン・システム仕組（英語版）方法論[6]
- 統合化定義手法論[7]
- ペトリネット[8]
- 統一モデリング言語または統一エンタープライズモデリング言語 (UEML) [9][10]
- エンタープライズファンクションダイアグラム（英語版）

これらの方法論、技法、及び手法は、企業とその背後に横たわるプロセスをモデリングするのに適している。

### コンピュータ統合製造オープン・システムアーキテクチャ (CIMOSA)
CIMOSAは、企業の要求、事業、人材、及び情報技術（IT）局面をコード化するテンプレートと相互接続されたモデリング概念を提供する。これは、情報ビュー、機能ビュー、資源ビュー、及び運用ビューなどの、多面的観点から行われる。これらの概念は更に、詳細なITシステムの設計と実装を構造化しし苦心するため使われる。
異なるビューへの分割は、企業とソフトウエア技術者のためそれを明確にする参照を作る。この方法で、どんなITシステムが特定な1つの活動とそれに関連するプロセスの情報ニーズを満たすかを容易に決めることが出来る。

### 統合化定義 (IDEF)
製造システムをモデル化する1つのモデリング言語として最初に開発されたIDEFは、1981年から米空軍によって活用され、特定の視点から企業をモデル化する4つの異なる表記法を最初に提供した。これらは、機能的、データ、動的及びプロセス分析の観点のための、IDEF0、IDEF1、IDEF2、及びIDEF3である。過去の数十年を越えて、これらの異なった表記法の統合のためのいくつものツールや技法が徐々に開発された。
IDEFは、どのように事業プロセスが様々な分割された、対応する情報の入力、出力、及びアクタを伴う事業機能を通して流れるかを示す。CIMOSAのように、それはまた異なるエンタープライズビューを使う。IDEFは、将来のITシステム開発のため、UMLダイアグラムへ容易に変換できる。これらの肯定的な特徴は、それを機能的ソフトウエア仕組の開発のための強力な手法にしたてる。

### ペトリネット
ペトリネットは、製造システムをモデル化する確立されたツールである。 それらは、高い表現能力があり、コンカレント・システムのモデリングのためのと優れた形式論を提供する。最も有用な特性は、移行中のモデリングを可能にする、状態、平行システム遷移の単純な表現の生成ができる能力である。結果としてペトリネットは、出力と同じに、対応する状態と遷移または活動である種の事業プロセスをモデル化するのに使われ得る。更に、ペトリネットは、異なるソフトウエア・システムとこれらのシステム間で移行をモデル化するのに使われ得る。この方法で、プログラマーはスキマティック・コーディング参照として使うことが出来る。
近年の研究は、ペトリネットが事業プロセス統合の開発に貢献できることを示した。これらの1つは、IBMの中国研究所で開発された『モデル・ブルー』手法である。モデル・ブルーは、統合ソフトウエア・プラットフォームを構築する新しく登場したアプローチとして、モデル駆動型事業統合の重要性をアウトラインする。 それらのモデル・ブルーのビューとペトリネット等価の間の対応が示され、彼らの研究が事業とITの間のギャップを近づけたことを示した。しかしながら、研究者は、ペトリネットの代わりに、彼らのビューから転換エンジンを通して生み出される彼ら自身のモデル・ブルーITビューを使う。

### 統一モデリング言語 (UML)
UMLは、ソフトウエア・システムとアプリケーションの開発のための1つの幅広く受入れられたモデリング・言語である。『オブジェクト指向コミュニティ』と呼ばれる人たちが、エンタープライズモデリングの目的のためUMLを使おうと試みている。ここでの強調点は、どんな複雑なエンタープライズシステムが作られるかからエンタープライズオブジェクトまたは事業オブジェクトの使い方に置かれることである。これらのオブジェクトの集合と対応するそれらの間の相互作用は、複雑な事業システムまたはプロセスを表現できる。ペトリネットがオブジェクトの相互作用と状態に焦点を当てる一方で、UMLはその事業オブジェクト自身により焦点を当てる。時にはこれらは『エンタープライズ構築ブロック』と呼ばれ、そして資源、プロセス、目標、ルール、及びメタモデルを含む。 UMLは統合化されたソフトウエアシステムをモデル化するのに使われると言う事実にもかかわらず、それは事業の現実もソフトウエア・モデリング言語でモデル化できると論じられた。それに応えて、オブジェクト指向コミュニティは、UMLの事業拡張を行い、それに沿った言語を適合させた。拡張エンタープライズモデリング言語は、UMLから派生し、1つの事業モデリング言語として提案された。それが他の『純粋な』事業手法と組み合わせでUMLがより良い対応策になり得ると言う先に述べたように、この事業転換に利用するのが正しい方法かどうか疑問が残る。

### エンタープライズファンクションダイアグラム (EFD)
エンタープライズファンクションダイアグラム (EFD)は、エンタープライズファンクションと対応する相互作用の表現のためのモデリング技法として使われる。異なる事業プロセスは、『ファンクションモジュール』とトリガーの利用を通してモデル化され得る。事業プロセスの始まりは、異なる機能へ異なる入力を供給する。機能とサブ機能の全てを通る1つのプロセスの流れは、複数の出力を作り出す。EFDは、それによって事業プロセスとその対応する機能、入力、出力、及びトリガーについての使い易さと詳細な表現を提供する。この方法で、EFDは、機能とトリガーの組み合わせとして階層的形式での事業プロセスも表現でき、IDEF0ダイアグラムと多くの類似性を持つ。FEDが組織における階層的観点で事業機能を与えることでの2つの違いは、組織におけるある種のプロセスの下流を概観することである。他方でIDEF0ダイアグラムは、矢印を通してある種の事業機能の責任を示す。更にIDEF0は、各（サブ）機能のための入力と出力の明確な表現を提供する。
EFDは、UMLのようなソフトウエア・モデリング言語への事業のフロントエンドとして使われ、そしてIDEFに対するその主要な類似性がモデリングツールとしてこれが本当に可能であることを示す。しかしながら、更なる研究が、UMLが作られたのに対する形式的なマッピングを作るような方法でのEFD技法を改善する必要である。 IDEFとUMLの利用を補完する研究が、事業のフロントエンドとしてIDEFを受入れるため貢献し、そこで同じような研究がEFDとUMLに実施されるべきである。